# Grandval, Puy-de-Dôme
Grandval är en kommun i departementet Puy-de-Dôme i regionen Auvergne-Rhône-Alpes i centrala Frankrike. Kommunen ligger i kantonen Saint-Amant-Roche-Savine som tillhör arrondissementet Ambert. År 2022 hade Grandval 119 invånare.

## Befolkningsutveckling
Antalet invånare i kommunen Grandval
| Referens: INSEE |